# Gele linie (Syrmië)
De Gele linie (Duits: Gelbe Linie) was de derde linie van het Duitse Syrmische front. De linie werd aangevallen op 27 oktober 1944 door de Joegoslavische partizanen en hield vijf dagen stand.

## Duitse verdediging
De Gele linie werd bezet door de Duitse Divisie Böttcher o.l.v. Generalleutnant Karl Böttcher. De linie liep van Šuljam, via Veliki Radinci naar Sremska Mitrovica. De gevechten concentreerden zich op de laatste twee plaatsen.

## De aanval
Op 27 oktober viel de 6e Lika Divisie (officieel de 6e Lika Proletarische Divisie "Nikola Tesla") aan op Velike Radince. In een hevige strijd met zware verliezen aan beide kanten, durende van 28 tot 31 oktober, slaagde de Kampfgruppe Zimmerman van de Divisie Böttcher erin om alle aanvallen af te slaan.
Ook op 27 oktober vielen de 11e en 16e Krajina Divisies aan op Sremska Mitrovica. Deze aanvallen werden ondersteund door eenheden van het Rode Leger en wel de 117e en 374e Antitankregimenten, het 152e Houwitserregiment, het 506e Langeafstandskanonregiment en het 87e Garde Mortierregiment (Katjoesja’s). De Duitse Kampfgruppe Lindenblatt kon hier de aanvaller vijf dagen van het lijf houden, maar moest uiteindelijk het onderspit delven: Sremska Mitrovica werd bevrijd. Zo werd de verdediging op de Gele linie gecompromitteerd en trokken de Duitse troepen zich terug naar de volgende linie, de Zwarte linie.
Op dezelfde dag, 1 november, bevrijdden de eenheden van de 36e Vojvodina-divisie Šuljam en Bešenovo, en kon de 6e Proletarische Divisie eindelijk Velike Radince binnentrekken.

## Nasleep
Na de val van de Gele Linie werd de staf van de Divisie Böttcher opgeheven en op 2 november 1944 nam de 118e Jägerdivisie het commando over van de Duitse eenheden aan het Syrmische front.